# Campionati europei di atletica leggera 2010 - Maratona femminile
La gara di maratona femminile ai Campionati europei di atletica leggera 2010 si è disputata sabato 31 luglio 2010. Essa era stata vinta dalla lituana Živilė Balčiūnaitė, con il bronzo che per l'Italia era stato conquistato da Anna Incerti, la quale era stata per tutta la gara nella testa del gruppo. A seguito della positività ad un test antidoping dell'atleta lituana, la vittoria della stessa viene annullata nel mese di aprile del 2011 e l'oro passa alla russa Nailya Yulamova, l'argento ad Anna Incerti e il bronzo all'ucraina Tetyana Filonyuk. Successivamente anche la russa Nailya Yulamova risulta positiva ad un test antidoping nel luglio 2012, e di conseguenza l'oro passa ad Anna Incerti, l'argento a Tetyana Filonyuk e il bronzo alla svedese Isabellah Andersson.

## Podio
| #       | Atleta              | Nazionalità | Tempo     |
| ------- | ------------------- | ----------- | --------- |
| Oro     | Anna Incerti        | Italia      | 2h 32'48" |
| Argento | Tetyana Filonyuk    | Ucraina     | 2h 33'57" |
| Bronzo  | Isabellah Andersson | Svezia      | 2h 34'43" |

## Record
Prima di questa competizione, il record del mondo (RM), il record europeo (EU) ed il record dei campionati (RC) sono i seguenti:
| Record                | Prestazione | Atleta                      | Data                               | Competizione                                |
| --------------------- | ----------- | --------------------------- | ---------------------------------- | ------------------------------------------- |
| Record mondiale       | 2h 15'25"   | Paula Radcliffe Regno Unito | 13 aprile 2003 Londra, Regno Unito |                                             |
| Record europeo        | 2h 15'25"   | Paula Radcliffe Regno Unito | 13 aprile 2003 Londra, Regno Unito |                                             |
| Record dei campionati | 2h 26'05"   | Maria Guida Italia          | 2002 Monaco di Baviera, Germania   | Campionati europei di atletica leggera 2002 |

## Programma
| Data           | Ora   | Turno  |
| -------------- | ----- | ------ |
| 31 luglio 2010 | 10:05 | Finale |

## Risultati

### Finale
Sabato 31 luglio, ore 10:05 CEST.
| #       | Atleta                     | Paese       | Tempo     | Note |
| ------- | -------------------------- | ----------- | --------- | ---- |
| Oro     | Anna Incerti               | Italia      | 2h 32'48" |      |
| Argento | Tetyana Filonyuk           | Ucraina     | 2h 33'57" |      |
| Bronzo  | Isabellah Andersson        | Svezia      | 2h 34'43" |      |
| 4       | Olivera Jevtić             | Serbia      | 2h 34'56" |      |
| 5       | Alessandra Aguilar         | Spagna      | 2h 35'04" |      |
| 6       | Marisa Barros              | Portogallo  | 2h 35'43" |      |
| 7       | Irina Timofeyeva           | Russia      | 2h 35'53" |      |
| 8       | Rosaria Console            | Italia      | 2h 36'20" |      |
| 9       | Silviya Skvortsova         | Russia      | 2h 36'31" |      |
| 10      | Lidia Șimon                | Romania     | 2h 36'52" |      |
| 11      | Deborah Toniolo            | Italia      | 2h 37'10" |      |
| 12      | Michelle Ross-Cope         | Regno Unito | 2h 38'45" |      |
| 13      | Rasa Drazdauskaite         | Lituania    | 2h 38'55" |      |
| 14      | Susan Partridge            | Regno Unito | 2h 39'07" |      |
| 15      | Beatriz Ros                | Regno Unito | 2h 40'10" |      |
| 16      | Ana Dias                   | Portogallo  | 2h 41'02" |      |
| 17      | Kirsten Melkevik Otterbu   | Norvegia    | 2h 42'24" |      |
| 18      | Holly Rush                 | Regno Unito | 2h 42'44" |      |
| 19      | Helen Decker               | Regno Unito | 2h 43'00" |      |
| 20      | Svitlana Stankoklymenko    | Ucraina     | 2h 43'35" |      |
| 21      | Anna Von Schenck           | Svezia      | 2h 43'36" |      |
| 22      | Rebecca Robinson           | Regno Unito | 2h 44'06" |      |
| 23      | Jo Wilkinson               | Regno Unito | 2h 44'11" |      |
| 24      | Kjersti Karoline Danielsen | Norvegia    | 2h 45'00" |      |
| 25      | Maja Neuenschwander        | Svizzera    | 2h 45'17" |      |
| 26      | Yevgeniya Danilova         | Russia      | 2h 46'21" |      |
| 27      | Margarita Plaksina         | Russia      | 2h 47'26" |      |
| 28      | Christina Bus Holth        | Norvegia    | 2h 48'15" |      |
| 29      | Olena Biloshchuk           | Ucraina     | 2h 51'21" |      |
| 30      | Gezashign Safarova         | Azerbaigian | 2h 51'59" |      |
| 31      | Lena Gavelin               | Svezia      | 2h 53'13" |      |
| 32      | Remalda Kergyte            | Lituania    | 2h 55'12" |      |
| 33      | Daneja Grandovec           | Slovenia    | 3h 07'51" |      |
| 34      | Vira Ovcharuk              | Ucraina     | 3h 09'27" |      |
| -       | Slađana Perunović          | Montenegro  | -         | dnf  |
| -       | Monica Rosa                | Portogallo  | -         | dnf  |
| -       | Tatyana Pushkareva         | Russia      | -         | dnf  |
| -       | Patricia Morceli           | Svizzera    | -         | dnf  |
| -       | Karolina Jarzynska         | Polonia     | -         | dnf  |
| -       | Daniela Cirlan             | Romania     | -         | dnf  |
| -       | Fernalda Ribeiro           | Portogallo  | -         | dnf  |
| -       | Živilė Balčiūnaitė         | Lituania    | 2h 31'14" | dq   |
| -       | Nailya Yulamanova          | Russia      | 2h 32'15" | dq   |